# Литература Башкортостана
Литература Башкортостана — литература многонациональной Республики Башкортостан. Берет начало с устного народного творчества, имеет богатую историю, характеризуется разнообразием жанров и направлений, взаимным обогащением национальных культур. На литературу оказывала влияние политическая обстановка в стране.
«Милая моя земля,
Реки сладкие, поля,
Березняк и чернотал,
В небо вздыбленный Урал, -
Я одну мечту таю:
Родину воспеть мою.
… Над просторами полян
Мой Урал, мой великан!
Всё же я не одинок:
Чуть повеет ветерок,
Принесет он вести мне
О родимой стороне,
О знакомых тех местах,
О медвяных родниках,
О земле, где к небу встал
Мой красавец, мой Урал,
Он приносит вести мне.»

## История
Источники башкирской литературы — древнетюркские письменные памятники типа орхоно-енисейских надписей и рукописные произведения XI века на языке тюрки («Дивану лугат ат-тюрк» М. Кашгари, «Кутадгу билик» Ю. Баласагуни).
Созданию башкирской письменной литературы предшествовало устное народное творчество.
У башкир был богатый фольклор. В произведениях устного народного творчества были отражены взгляды древних башкир на природу, их житейский опыт, нравственные идеалы. Жанровый состав произведений разнообразен: эпос и сказка, легенды и предания, кубаиры (героические сказания), загадки, песни, баиты, газель, мадхия, марсия, касида, дастан, хикмат, кисса, хикаят, назым, насихат, мунажаты, газель, маснави, китга, парса, нэсер, масаль, латифа, саяхатнаме, шежере, тауарих, хитап, мактуб, наме и многие другие.
К башкирскому народному творчеству относятся эпосы «Урал-батыр», «Акбузат», «Заятуляк и Хыухылу», «Кара-юрга», «Акхак-кола», «Кунгыр-буга», Алпамыш и Барсынхылу,  исторические и бытовые песни, баиты, сказки и легенды, многие из которых передавались в устном виде.  К устному народному творчеству относятся стихи Салавата Юлаева. Писатели XVIII—XIX веков Т. Ялсыгула Аль-Башкорди, Г. Сокрой, Ш. Я. Заки, Г. Салихов создавали в основном духовную поэзию, связанную с религиозным сознанием. Просветительские идеи нашли отражение в сочинениях писателей и учёных 2-й половины XIX века: М. К. Акмуллы, М. Уметбаева, М. Бекчурина (Бикчурина, Биксурина) и других. Своеобразие религиозного просветительства проявлялось в отношении решения социальных проблем. В сочинениях Р. Фахретдинова («Асма», «Салима», «Семья», «Наставления») осуждается корыстолюбие, невежество. Согласно его выводам безнравственные поступки бывают присущи и богатым людям.
Башкирские просветители-демократы Мухаметсалим Уметбаев (1841—1907), Мифтахетдин Акмулла (1831—1895), Мажит Гафури (1880—1934), Шайхзада Бабич (1890—1919), Даут Юлтый (1893—1938) обнажали остроту социальных проблем, для них был неприемлем путь сглаживания противоречий.
В начале XX века (1906 г.) в Башкирии появилась национальная татарская печать, сначала в Оренбурге (журналы «Шура», «Дин вэ мэгишэт», «Чукеч»), потом в Уфе (газета «Тормыш», 1913-18). Многие башкирские поэты, прозаики, драматурги печатались в татарских журналах, газетах, выходивших во многих городах страны, в том числе в Уфе (периодической печати на башкирском языке не было), публиковали свои книги в татарских издательствах.
Много произведений о Башкирии создано русскими писателями XIX—XX веков — А. С. Пушкиным, М. Ю. Лермонтовым (неоконченный роман Вадим), С. Т. Аксаковым, В. И. Далем, Д. Н. Маминым-Сибиряком, П. М. Кудряшевым, М. Л. Михайловым, П. М. Кудряшевым, В. С. Юматовым, В. С. Лосиевским, М. Л. Михайловым, М. В. Авдеевым, Анатолием Рыбаковым (роман «Прах и пепел»). В них отражены история и культура башкирского народа, его борьба против царизма и иноземных захватчиков. Исторический роман С. Злобина «Салават Юлаев» (1929) вошёл в сокровищницу отечественной литературы.
Первыми башкирскими писателями и поэтами XX века были Ш. Бабич, Х. Габитов, Д. Юлтый, С. Мрясов, К. Иделгужин, Т. Янаби (Калимуллин), Г. Амантай, Зайни, Давлетшин и др. Печатались они в газете «Башкурдистан» с 1924 года. В виде отдельных книг — с 1923 года.

Мажит Гафури

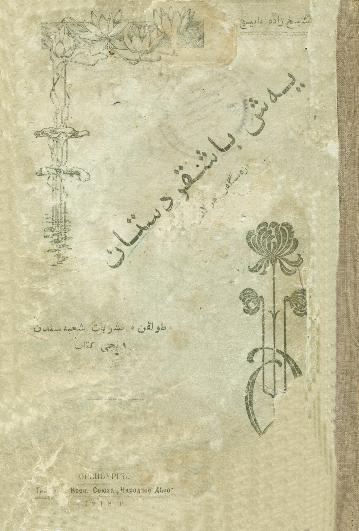
«Молодой Башкортостан» - обложка книги Шайхзады Бабича, изданная в Оренбурге в 1918 году на старобашкирском языке

В начале XX века в литературе Башкирии также появились башкирские писатели Мажит Гафури, писатели — участники Гражданской войны: Гариф Гумер, Б. З. Ишемгулов, Тухват Янаби, Имай Насыри и др. В красноармейских газетах печатались первые произведения поэта-комсомольца Шамуна Фидаи, Ярлы Карима, публициста-большевика Ш. А. Худайбердина.
На сценах башкирских театров были поставлены: драма М. Бурангулова «Ашкадар» (1920) и музыкальная комедия драматурга и композитора Х. К. Ибрагимова «Башмачки» (1921), высмеивающая нравы буржуа и торговцев. В 1920 Д. И. Юлтый написал пьесу «Карагул» о борьбе башкирских трудящихся за свободу. В башкирской поэзии воплощались мысли и чувства человека труда, ставшего хозяином своей судьбы: сборники М. Гафури, С. Ф. Кудаша, Г. Гумера, Т. Янаби и др. В конце 20-х годов начали работать молодые писатели Сагит Агиш, Габдулла Амантай, Али Карнай, Рашит Нигмати, Тажи Мухитдин, Гайнан Хайри и др.; героями их произведений выступает молодёжь, комсомол, борцы за новую жизнь.
В переломной эпохе сформировались такие деятели башкирской культуры, как Заки Валиди, Абдулкадир Инан, Галимьян Таган, Мухаметша Бурангулов. Заки Валиди (1890—1970) — лидер башкирского национального движения, один из создателей башкирской автономии, написавший сотни трудов по истории и культуре тюркских народов, в том числе и башкир. Абдулкадир Инан (1889—1974) — исследователь, вложивший немалый труд в тюркологическую науку. Мухаметша Бурангулов (1888—1968) — выдающийся башкирский фольклорист, благодаря неустанной деятельности которого удалось сохранить жемчужины башкирского эпоса.
В 1930-е годы в Башкирии начался подъёмом башкирской литературы. Литература развивалась по пути соцреализма. Теме коллективизации посвящены повести и романы С. Агиша, Б. Г. Бикбая, Х. Л. Давлетшиной, А. Карная, С. Ф. Кудаша, И. Насыри, А. М. Тагирова, поэмы М. Г. Хая, Д. И. Юлтыя, драмы С. М. Мифтахова. Рост промышленности в Башкирии, становление рабочего класса отражены в очерке А. Карная «Ишимбай». (1935), в повести А. М. Тагирова «Кровь машин» (1934), в стихах Рашита Нигмати, Кадыра Даяна, Саляха Кулибая. С поэтическими произведениями о рабочем классе выступили поэты Батыр Валид, Максуд Сюндюкле, Муслим Марат и др. Большое развитие в литературе 30-х гг. получила тема Революции и Гражданской войны: романы А. М. Тагирова («Солдаты», ч. 1—2, 1931—33, «Красногвардейцы», 1934, и «Красноармейцы», 1936), Д. И. Юлтыя («Кровь», 1934), И. Насыри («Кудей», 1936), повести А. Карная, Х. Б. Мухтара, И. Насыри, Ч. Х. Ханова, Б. Х. Хасана и др. Развиваются юмор и сатира: повести Сагита Агиша, рассказы Губая Давлетшина, Булата Ишемгулова, Кирэя Мэргэна, Тухвата Янаби, стихи Гайнан АмириГайнана Амири. Широкое распространение получил жанр поэмы: «Шункар» (1936) и «Дитя» (1939) Г. Саляма, «Прекрасные долины Ак-Идели» (1939) Р. Нигмати, «Страна победителей» (1935) Т. Янаби и др. Появились пьесы С. М. Мифтахова, Б. Г. Бикбая, К. Х. Даяна, Н. К. Карипа.

Мустай Карим, Народный поэт Башкирской АССР

Во время Великой Отечественной войны развитие получила поэзия. Книги Т. Г. Арслана, А. М. Валеева, М. С. Карима, Х. К. Карима, Н. Н. Наджми, Р. Нигмати и других стали поэтической летописью войны. Образы героев фронта и тыла созданы в книгах С. Агиша («На фронт», 1943), К. Мэргэна («Башкиры», 1943, «Джигиты», 1944), С. Ф. Кудаша («В степях Дона», 1943), Г. Гумера («Рассказы деда Юлсуры», 1945) и др. На башкирской сцене ставились драмы Б. Г. Бикбая, К. Мэргэна, А. К. Мубарякова.
В послевоенные годы опубликованы: повесть С. Ф. Кудаша «Навстречу весне» (1952) — о дружбе поэтов Габдуллы Тукая и Мажита Гафури, его же книги воспоминаний «Незабываемые минуты» (1957), «По следам молодости» (1964); повесть Г. Гумера «Городок на волнах» (1951) — о труде плотовщиков, его же автобиографическая повесть «От порога к горнице» (1957). Большое развитие получил жанр романа. В романе Х. Л. Давлетшиной «Иргиз» (1957) изображена дружба и совместная борьба башкирских крестьян и русских рабочих. Прошлому народа посвящены романы: З. А. Биишевой «Униженные» (1959), Я. Х. Хамматова «Золото собирается по крупицам». Романы С. Агиша («Фундамент», 1950), А. М. Валеева («Первые шаги», 1952), Б. Г. Бикбая («Когда разливается Акселян», 1956) рисуют социалистические преобразования башкирской деревни. Борьба за нефть в Башкирии показана в романах К. Мэргэна «На склонах Нарыштау» (1948—49) и А. Г. Бикчентаева «Лебеди остаются на Урале» (1956). Современникам посвящены романы А. М. Валеева «Майский дождь» (1957), «Цветок шиповника», Д. Ф. Исламова «Щедрая земля» (1959) и «Дорога Москвы» (1968), А. Г. Бикчентаева «Я не сулю тебе рая» (1963), Х. Г. Гиляжева «Солдаты без погон» (1964). Из поэтических произведений интересны стихи и поэмы Т. Г. Арслана, Ш. С. Биккулова, М. Гали, Х. К. Карима, К. К. Киньябулатовой, С. Г. Кулибая, Н. Н. Наджми, Р. Нигмати, Г. З. Рамазанова, М. Сюндюкле.
В учебники вошли стихотворения поэта Рашита Саитбатталовича Назарова.
Писалась и литература для детей. Появились повести З. А. Биишевой (1908—1996), А. Г. Бикчентаева, Р. Б. Габдрахманова, Ф. А. Исангулова, М. С. Карима, К. Мэргэна.
См. также Календарная поэзия, Каргыш (фольклор), Кулямас, Башкирская поэзия.

### XXI век
...«Превыше счастья нет для человека —
В согласии жить, крепить покой и мир.
Уже четыре с половиной века
Идем мы вместе — русский и башкир».
В башкирскую литературу внесли свой вклад литераторы: поэты Р. Т. Бикбаев, Р. Я. Гарипов, А. Х. Игебаев (народный поэт), Н. А. Гаитбаев, М. Н. Каримов (народный поэт), Я. Кулмый, Ф. А. Рахимгулова, Р. А. Сафин, Р. Г. Хакимов (поэт, певец и композитор), прозаики И. Г. Гиззатуллин, Г. Г. Ибрагимов, В. М. Исхаков, Н. С. Мусин и др.
В республике успешно работают поэты, пишущие и на русском языке. Народным поэтом Башкортостана стал Филиппов, Александр Павлович (1932—2011) — выдающийся русский поэт, прозаик и переводчик. Во всем мире читают повести и рассказы о животных писателя академика АН РБ Заянчковского Ивана Филипповича. Сергей Иванович Матюшин (1943—2012, г. Салават) издал семь книг прозы.
В Башкортостане и о Башкортостане много пишут русскоязычные писатели Республики, уроженцы Башкортостана — Ю. Андрианов, Р. Ахмедов, М. Гафуров, А. Кузнецов, Р. Паль, С. Синенко. Литературную деятельность с «малой родиной» связали писатели А. Генатулин, В. Герасимов, М. Карпова, М. Львов, В. Сорокин, переехавшие в Москву. Литераторы Г. Баннов, Д. Даминов, В. Денисов, А. Докучаева, Б. Павлов, В. Перчаткин, И. Слободчиков (романы "Большие поляны", "Время надежды"), И. Сотников, В. Трубицын, Г. Шафиков, родившиеся за пределами Башкортостана, переехали на постоянное жительство в Башкортостан и создают здесь произведения о своей «второй» родине.
К старшему поколению башкирских писателей относятся поэты Риф Ахмадиев, Сарвар Галяутдинов (стихи для детей), Валерий Рахматуллин (военная лирика), Розалия Султангареева, Сюмель (Нафиса Хабибдиярова), Хисмат Юлдашев (стихи о Родине), прозаики Рафаэль Зиннуров (эпическая поэма «Путь Башкортостана»), Ринат Камал (роман «Альфира»), Финат Шакирьянов. Продолжают работать писатели Нияз Салимов, Альфия Асадуллина, Раис Туляк, Фарит Хасанов, Фарзана Акбулатова, Салават Карим, Ахмер Утябаев, Мунир Вафин, Рашида Шамсутдинова, Рамай Кагир, Лилия Сакмар, Иршат Тляумбетов, Римма Галимова, Азамат Юлдашбаев, Гильман Ишкинин, Айдар Хусаинов, Дамир Шарафутдинов, Салават Абузаров, Флюр Галимов (роман «Новый башкир»), Ралис Уразгулов, Айдар Хусаинов, Дамир Шарафутдинов, Салават Абузаров.
В башкирской филологии понятие «изустная литература» употребляется в двух значениях, как словесный фольклор  и как продукт авторского импровизаторского профессионального творчества. Изустно-литературные творения со временем записывалась, но до этого они бытовали определенное время в устной форме авторов или исполнителей.
Башкирской изустная литература прошла несколько этапов:
- Условный, связанный с происхождением различных обрядов и ритуалов; начиная с древности, он охватывает период примерно до XIV в. новой эры (до начала эпохи йырау). Башкирский обрядовый фольклор сохранил  имена носителей фольклора: Тулька, Кармкыт, Тулпы, Сукак, Кузкорт, Коркута.
- Эпоха йырау[10] связана с именами носителей импровизации Хабрау, Асана Кайгы, Казтугана, Шалгииза. Их творчество пришлось  на XIV–XVI века. Но слово «йырау» в тюркских письменных источниках в значении изустного поэтического творца упоминается и раньше. Так в памятнике «Диван лугат иттюрк» М. Кашгари (1073–1074) оно истолковано как «игрок на музыкальном инструменте», «певец». Слово «йырау» своё основное значение  (у башкир – «народный певец») сохранило в течение тысячелетия. Многие жырау, жившие в XV–XVIII веках,  были не только поэтами, но и вождями племен, улусов, племенных союзов, а также батырами, предводителями племенной дружины». В их импровизациях поднимались вопросы, выражающие нужды и чаяния общества. Йырау странствовали,  знали общие проблемы соседствующих родственных народов.
- Эпоха сэсэнов, приходится на российский период башкирской литературы. «Сэсэном» называют  башкирских мастеров изустного слова. Имена сэсэнов до XI века забыты, а импровизации их стали фольклорными. К сэсэнам - носителям фольклора и изустной литературы  относятся: Катай Гали сэсэн, Ихсан сэсэн, Турумтай сэсэн, Суюндук сэсэн, Кильдыш сэсэн, Еммет сэсэн, Каракай сэсэн, Яхъя сэсэн и др. К профессиональны сэсэнам импровизаторам относятся  Еренсе, Кубагуш[11], Акмурза, Карас, Байык, Махмут, Буранбай, Ишмухамет Мурзакаев, Габит Аргынбаев[12], Мухамметша Бурангулов (XVI – первая половина XX в.).  В эпосу сэсэнов происходил  переход изустных авторов к письменному изложению сочинений, потеря при этом их импровизаторских качеств, подчинение идеологии существующего строя.

В этой эпохе  известны сэсэны первой половины XX века - Фаррах Давлетшин, Саит Исмагилов, Мухаметша Бурангулов. Им было присвоено почетное звание «Народный сэсэн Башкирии». Из них только Мухаметша Бурангулов  воплотил в себе свойства  изустных мастеров XVI–XIX веков: импровизаторские, исполнительские, собирательские.

## Драматургия
Башкирская драматургия с самого начала опиралась на многовековые традиции башкирского фольклора и письменное наследие башкирского народа прошлых столетий. Предыстория театра начиналась с обрядового фольклора, который имеет ярко выраженную драматургическую структуру. Сказители эпосов — сэсэны — отличались высшим мастерством исполнения. Сэсэны несли в себе несколько функций: рассказывали зрителям содержание эпоса и выступали в роли живых персонажей, актёров и музыканта, создавая сценический эффект.
Большую роль имело творчество писателей-просветителей, их дискуссии об образовании, о социальных проблемах, общественно-политические и философские взгляды интеллигенции выражались в периодической печати в форме драматических этюдов.
Первым, официально признанным мусульманским спектаклем в Башкирии был спектакль «Невежество и ученость» (вольный перевод драмы А. Н. Островского «В чужом пиру похмелье»), поставленный И. Кудашев-Ашкадарским в 1906 году в городе Уфе. Первой пьесой, раскрывающей героизм башкирского народа в Отечественной войне 1812 года стала «Герои Отчизны» Ф. Туйкина.
В начале XX века возникли жанры историко-героической, социально-политической, социально-философской драмы, в которых отражается менталитет башкирского этноса, освещаются злободневные проблемы эпохи. К ним относятся исторические драмы — «Герои Отчизны» Фазыла Туйкина, «Янгура» Авзала Тагирова, «Салават-батыр» Фатхелкадира Сулейманова.
Драмы Д. Юлтыя, С. Мифтахова, Б. Бикбая, И. Абдуллина, А. Абдуллина, М. Карима, Н. Асанбаева, А. Атнабаева и др. создали основу репертуара башкирского театра.
Развитие национальной драматургии сопровождалось поисками, экспериментами в сфере жанров драматического искусства. Значительными явлениями стали трагедии «В ночь лунного затмения», «Не бросай огня, Прометеи!» М. Карима, «Нэркэс» И. Юмагулова, «Акмулла» К. Мэргэна; драмы «Карагул» Д. Юлтыя, «Башкирская свадьба» М. Бурангулова, «Карлугас» Б. Бикбая, «Раиса» Н. Асанбаева, «Матери ждут сыновей» А. Мирзагитова, «Тринадцатый председатель» А. Абдуллина; комедии «Башмачки» X. Ибрагимова, «Свояки» И. Абдуллина, «Похищение девушки» М. Карима, «Шомбай» К. Мэргэна, «Близнецы» А. Атнабаева, пьесы Ф. Булякова «Забытая молитва», «Бибинур, ах, Бибинур!.» и др.
Плодами новой, социалистической действительности стала башкирская советская комедия («Башмачки» (1921) Х. Ибрагимова, «Хлеб» С. Агиша, «Моя семья» К. Мэргена). Основным объектом насмешки башкирской комедии было мещанство. Комедии сатирически обличали общественные пороки, пережитки в быту и сознании отдельных людей и боролись за укрепление коллективистских начал в жизни, утверждение высших нравственных принципов.
Хорошо известны драмы современных драматургов: А. Х. Абдуллина, Н. В. Асанбаева, А. К. Атнабаева, Г. Г. Ахметшина, Ф. Булякова(«Москва-Васютки»), А. М. Мирзагитова, Н. Н. Наджми («Дуга с колокольчиками», «Әтәмбай»).

## Башкирские сказки

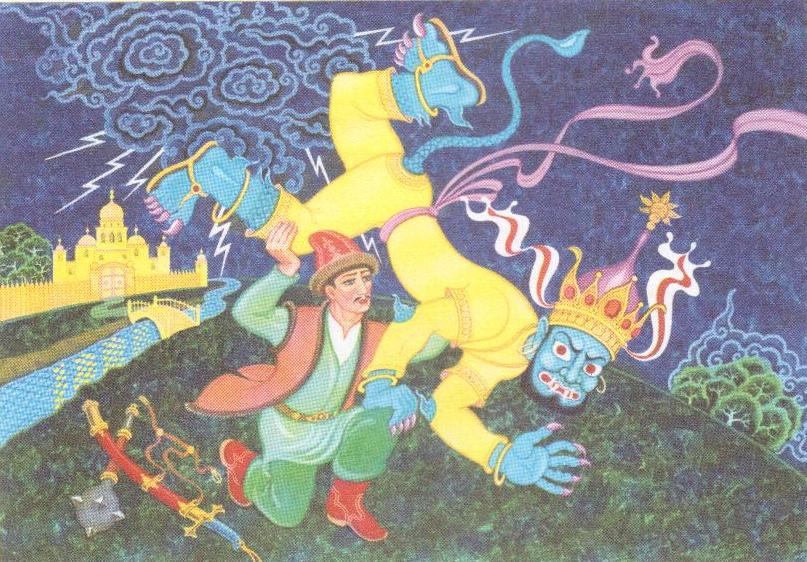
Урал-батыр против гигантского Дива

Башкирские сказки известны как авторские так и народные. Принято разделять башкирские сказки на сказки о животных, волшебные, богатырские, социально-бытовые сказки. Такую классификацию башкирских сказок впервые предложил Н. К. Дмитриев. В русском переводе А. Г. Бессонова сборник башкирских сказок со вступительной статьей Дмитриева впервые вышел в Уфе в 1941 году.
Одними из первых сбором и систематизацией башкирских народных сказок занимались ученые Д. К. Зеленин, А. Г. Бессонов, Н. К. Дмитриев. Их труды продолжили А. И. Харисов, Дж. Г. Киекбаев, К. Мэргэн (А. Н. Киреев), М. Х. Мингажетдинов, Л. Г. Бараг, Н. Т. Зарипов, А. М. Сулейманов, Ф. А. Надршина, Г. Р. Хусаинова.
Наиболее популярным героем башкирских сказаний является Урал-батыр — борец за счастье людей со злыми силами. А злых сил в народных преданиях встречается множество. Это и злые демоны Ялмауз, Юха, Аджаха и духи — хозяева Эйя
Сказки на башкирском языке писали башкирские писатели Рашит Султангареев, Факия Тугузбаева, Мукарама Садыкова, Раиль Байбулатов, Гульнур Якупова, Тамара Ганиева, Нажия Игизьянова. Писатель В. И. Даль собирал башкирские предания и сказки. Литературной обработкой башкирских сказок занимался писатель А. Платонов.
В 20 — 30-х годах XX века отношение к толкованию сказок было противоречивым. Под влиянием марксистско-ленинской идеологии в сказках необходимо было иллюстрировать идеи классовой борьбы и строительства социализма. Эта тенденция нашла отражение, например, в сказках Г. Амантая «Тауыкбикэ» («Курица-хозяйка»), «Сказка о вороне». С конца 30-х годов степень социализированности сказок уменьшается. В сюжеты сказок писатели уже предпочитали вкладывать идеи верности, дружбы, взаимовыручки и пр. Сказки все в большей степени становятся частью детской литературы. Некоторые сюжеты башкирских сказок приобретают стихотворную форму: сказки Даяна «Как собака нашла себе хозяина» (1939), С. Кудаша «Прозорливый заяц» и др.
На сюжеты башкирских народных сказок созданы пьесы для детей А. Гирфанова «Хурусай-батыр», А. Ягафаровой «Как собака нашла себе хозяина», создаются басни (С. Исмагилов «Волк и лиса» (1947), Г. Амири «Старая лиса» (1953), Ш. Биккул «Крот и хорек» (1953)), литературные сказки, рассказы (С. Агиш «Турыкай»), стихи.
В современных литературных сказках сохраняются их фольклорные основы, способы построения сюжета, традиционная система персонажей. Фольклорный канон в развитии сюжетной линии сравнительно устойчив, а авторская индивидуальность чаще проявляется в изображении сказочных героев, в диалогах, в портретных характеристиках, в описаниях деталей действия.
См. также Башкирские народные сказки

## Башкирские пословицы и поговорки
Башкирские пословицы и поговорки сосредоточили в нескольких метких словах элементы народной мудрости.
Сбором башкирских пословиц, сказаний, преданий и легенд занимались известные ученые-фольклористы А. Г. Бессонов, А. И. Харисов, А. Н. Киреев, М. М. Сагитов, Н. Т. Зарипов, С. А. Галин, Г. Б. Хусаинов, Ф. А. Надршина, А. М. Сулейманов, Н. Д. Шункаров и другие.
В Башкортостане издается серия книг «Башкирский фольклор: исследования и материалы», сборники Башкирских сказок.

## Детская литература
Основными функциями детской литературы являются воспитательная, образовательная, воспитание эстетического вкуса, геденестическая (наслаждение), риторическая.
Истоками башкирской детской литературы является башкирский фольклор, устное народное творчество. Детский фольклор и детская письменная литература учитывают психологию и возрастные особенностей детей. Некоторые жанры в башкирской детской литературе создавались под влиянием фольклора, так К. Даян обрабатывал народные сказки в стихотворной форме.
К детской литературе развлекательного жанра относятся колыбельные песни, пестушки, потешки, прибаутки, считалки, скороговорки, поддёвки, дразнилки, приговорки, припевки, сказки.
В Башкирии первыми авторами художественных произведений для детей были М. Гафури, Д. Юлтый, Г. Гумер («История одного красного галстука», 1927, «Рассказы деда Юлсуры», 1945), Х. Давлетшина (рассказ «Пионерка Хылукай»), И. Насири, К. Мзргэн («Алдар и шайтан: Рассказы для детей», «Башкирские народные загадки».), А. Карнай (сборник рассказов «Турғай») и др.
К детской художественной литературе обращались башкирские писатели Ф. Рахимгулова (Стихи для детей), А. Ягафарова, Ф. Тугузбаева, Г. Гиэзатуллина, И. Гапяутдинов.
Сказки для детей писали башкирские писатели С. Сурина (детская драматургия, обработка народного фольклора), Ф. Яхин (бытовые сказки), К. Даян (обработка народных сказок), Дина Талхина, Биккул (башкирская литературная сказка), Н. Фазлаева и М. Буракаева «Легенды об Ильментау».
В годы Великой Отечественной войны С. Агиш написал книги для детей: «Гнедой», «Петька Якушин и Петька Байрамгулов», «Мои три месяца».
Произведения для дошкольников и младших школьников в башкирской детской литературе в основном создавались с середины 50-х годов XX века. В это время Р. Нигмати писал стихотворения для малышей: «Ответы на вопросы моей дочери», «Первое сентября»,
Г. Юнусова писала детские стихи, перевертыши, считалки, потешки, небылицы, загадки: «Мне только три», «Волшебный подарок», «Одуванчик», А. Ягафарова писала стихи и сказки о труде, играх.
Мастера башкирской детской литературы З. Биишева «Будем друзьями» «Золотое яичко», «Любовь и Ненависть»; Б. Бикбай; Ф. Исянгулов «Потомки Яубасара» написали детские произведения основе народных легенд к сказаний.
К детским произведениям Мустая Карима относятся повести «Радость нашего дома», «Таганок», «Рассказы Альфии», «Долго-долгое детство». В этих произведениях мир ребёнка предстает «созданным самим ребенком».

## Научная литература

Памятник Акмулле Мифтахетдину в Уфе

В Башкортостане издается литература по приоритетным для республики научным направлениям: химии, медицине, математике, истории. Выходят научные журналы: «Вестник Академии наук Республики Башкортостан», «Атмосфера, Башкортостан», «Педагогический журнал Башкортостана», «Медицинский вестник Башкортостана», интернет журнал «Нефтегазовое дело» и др.
К значимым изданиям издательства «Башкирская энциклопедия» последних лет относятся:
Энциклопедия Башкортостана в 7 томах, 2005—2011 год. Над энциклопедией работают большие коллективы ученых республики самых разных областей науки.
Академический толковый словарь башкирского языка в 11 томах, работа над которым предполагается до 2016 года. Над словарем работает коллектив ученых Института истории, языка и литературы Уфимского научного центра РАН. Словарь многоязычен: толкование слов дается на башкирском языке с переводом на русский язык.
Салават Юлаев: энциклопедия (посвящается 250-летию Салавата Юлаева). 2004 год.
Башкортостан: краткая энциклопедия (на русском и на башкирском языках). 1996 год.
«История башкирского народа» в 7 томах. Авторы: Академий наук РБ, Уфимский научный центр РАН, Институт истории, языка и литературы УНЦ РАН. Первый том рассматривает период с древнейших времен до IV века нашей эры, второй — с V до середины XVI веков, третий — со второй половины XVI до XVIII века, четвёртый — XIX век, пятый — 1900—1940 годы, шестой — 1941—1985 годы, седьмой том — с 1985 года до начала XXI века. Годы издания: 2009—2012.
Изучением истории башкирской литературы и её анализом занимались академики Баимов, Роберт Нурмухаметович, Бикбаев, Равиль Тухватович, М. В. Зайнуллин, З. А. Нургалин и др.

## Эпистолярная литература
Башкирская эпистолярная литература относится к литературному жанру, используемому форму «писем» или «посланий» к какому-либо лицу или  широкому кругу читателей. Первые эпистолярный произведения башкирской литературы известны со средних веков. К ним относятся письма башкир Ивану IV,  «Письмо Батырши», письмо башкир племени мин по вопросам вотчинного землевладения царю Алексею Михайловичу (1671), письмо башкир Уфимского уезда о притеснениях со стороны представителей власти Петру II (1728). письменные обращения Салавата Юлаева и др. В этих письмах и обращениях можно найти свидетельства о жизни башкир, их социальном положении, башкирские легенды, пословицы и поговорки. Оригиналы жанра хранятся в Российском государственном архиве древних актов в Москве.
Башкирский поэт Акмулла, Мифтахетдин 19 века  в произведениях жанра "Письмо к отцу", "Открытое письмо к хазрету Нургали", "Исангильде Батучу", "Кыпчакцам из Сыра" изобличает пороки общества, излагает свои жизненные принципы.
В 10—30-е годы XX века в эпистолярной форме написаны многие стихи башкирских поэтов М. Гафури ("Любовные письма"), Г. Амири, Б. Бикбая, Г. Гумера, Б. Ишемгула, "Эй, большевик", "Кураю", "Открой глаза" Ш. Бабича, поэма С. Кудаша «лат» (1930; «Письмо») и писателей - нэсеры Б. Ишемгула, И. Насыри, Т. Янаби и др.
Во время Великой Отечественной войны к эпистолярной форме обращались поэты Б. Бикбай, А. Вали, К. Даяна, М. Карим, С. Кулибай, М. Харис, после войны - К. Аралбай, А. К. Атнабаев, М. Гали, Х. Гиляжев, И. Л. Киньябулатов, Ф. Т. Кузбеков, П. Наджми, Х. Назар, Р. С. Назаров, Г. З. Рамазанов, Р. А. Сафин, В. Туляк и др.
В современной башкирской литературе известны произведения жанра: обращение «Халҡыма хат» (1982; «Письмо моему народу») Р. Т. Бикбаева, кубаир «Аманат» (1969; «Заветное слово»; Р. Я. Гарипова.

## Другие жанры литературы
Мемуары, автобиографическая литература создавались в Башкортостане в письменной и устной форме. Современные устные формы включают в себя записи мемуаров авторов на магнитофоны, компьютеры. Известны мемуары партийного и государственного деятеля, Герой Социалистического Труда Зия Нуриевича Нуриева - "От аула до Кремля"., государственного деятеля Ахмет-Заки Валиди, устные мемуары первого секретаря Салаватского горкома партии Якимова Владимира Николаевича, воспоминания академика Р. И. Нигматулина,  дневниковые записи вел Мустай Карим.
Мемуары особенно интересны для историков, краеведов, интересующихся историй страны, поскольку содержат реальные факты из жизни людей и республики, как исторический источник они носят отпечаток среды и времени, в котором жили авторы.
Жанр автобиографии представлен в творчестве писателей С. Агиша, З. А. Биишевой, М. Гафури, А. Генатулина, И. Насыри, Д. Юлтыя и др. Его элементы - в повести “Оҙон‑оҙаҡ бала саҡ" (“Долгое‑долгое детство", 1977) Мустая Карима.
Парса - поэтическая или прозаическая миниатюра. В основе лежит небольшая художественная деталь. Носит назидательный или поучительный характер. Включает в себя афористическую мысль. Присутствует в творчестве башкирских писателей М. Гали, К. Даяна, С. Кудаша, Н. Наджми, Р. С. Назарова, Акмуллы (“Ут” – “Огонь”, “Ер” – “Земля”, “Һыу” – “Вода” и др.), Ш. Бабича (“Хәлебеҙҙән бер күренеш” – “Сцена из нашей жизни” и др.), М. Гафури (“Ниңә кәрәк ине?” – “Зачем это было нужно?” и др.
Тамсил - жанр короткий рассказ в стихотворной форме. В рассказах действующими лицами могут быть отвлеченные понятия (добро, зло), животные, неодушевленные предметы. Наличие морали не предусматривается.  В жанре написаны произведения   “Выждан менән Нәфсе” (“Совесть и Амбиция”, 1912), “Бер тәмҫил” (“Аллегорический стих”, 1916), “Тәмҫил киҫәге” (“Аллегорический стих”, 1917) Ш. Бабича, “Бәхет-ҡыҙ тураһында һүҙ” (“Слово о Девушке-счастье”, 1940) С. А. Исмагилова и др.
Тарихнаме - жанр башкирской литературы, в котором давалось историческое описание башкирского рода, племени. Сформировался после распространения ислама на стыке жанров шежере и таварих. Описание в жанре начиналось со времен сотворения мира, первых пророках, более  близких автору времен и заканчивалось описанием  родоплеменных генеалогией. Образцом жанра является сочинение “Тарихнамә-и болғар” ( “Историческое сочинение о булгарах”, 18 в.) Т. Ялсыгула. В жанре написано известное анонимное произведение “Тәуарихи башҡорт” (“История башкир”).
Таварих - жанр литературы, посвященный описанию истории страны, региона, племени или отдельных личностей. Сформировался в 16-17 веках. В жанре написаны произведения Г. Сокроя “Тәуарихи Болғарийа, йәки Тәҡриби Ғари” (19 в.; “Булгариевы истории, или Приближённый комментарий Гари”) и “Чингизнаме” (17 в.), “Таварихи Булгария” (18 в.).
Тулгау (тулғау) -  бессюжетное произведение, разновидность кубаира. Исполнитель под думбыру повествует о душе, природе и обществе. Включает в себя загадки, пословицы, поговорки. Повествование о человеке дает описание его жизни в разном возрасте “Бер йәшемдә бер нәмә лә белмәнем, ти, /Ун йәшемдә уйнап туя алманым, ти, /Алтмыш йәштә алғыр бүреләй булырмын, ти, /Етмеш йәштә, етеп, бүре һуғалмам, ти...” — “В один год ничего не понимал, /В десять лет наиграться не мог, /В шестьдесят волком матёрым буду, /В семьдесят волка догнать, забить не смогу...” (Т. “Ир‑егеттең ғүмере — “Жизнь мужчины”). Мастерами тулгау были Асан Кайгы, Хабрау‑йырау, Шалгыз‑йырау и др.
Хитап - стихотворное обращение к народу с нравственными оценками. Жанр бытовал в переломные годы революции, войн. В жанре писали произведения М. Гафури, С. Кудаш, Б. Г. Мирзанов, Д. Юлтый, М. Карим, Р. Нигмати, Т. Ганиева, А. Игебаева, Ф. Х. Тугузбаева и др.
Хикмет - стихотворное произведение, включающее в себя житейскую мудрость, поучительный вывод. Присутствует в творчестве Ф. М. Гумерова (сборники “Йөҙ ҙә бер хикмәт” — “Сто и одно слово”, 1982; “Мең дә бер хикмәт” — “Тысяча и одно слово”, 2001).
Шикаятнаме - публицистический жанр, обращение к высшим должностным лицам с жалобой на чиновника. Примером является обращение башкир Уфимского уезда Петру I (1706) с жалобой на царского наместника А. Сергеева. В стихотворной форме шикаятнаме писали произведения М. И. Уметбаев, М. Гафури.
Касыда -  жанр поэзии хвалебного характера. К жанру обращались башкирские поэты Мавля Кулуй, Г. Усман, А. Каргалы, Г. Сокрой и др.
См. также: Кубаир, Башкирские мемуары, Кулямас.

## Литературные журналы
- «БАБИЧ» — литературный, общественно‑политический, сатирический иллюстрированный журнал, выходивший в Уфе в 1922—23 годах.
- Бельские просторы — издается c 1998 года. В журнале печатаются произведения русских, башкирских, татарских, чувашских и др. писателей. Учредители — Кабинет министров и Союз писателей Республики Башкортостан.
- Журналы «Яналык» и «Сэсэн». В 1930 году были объединены в один журнал «Октябрь» (с 1949 года — «Литературная Башкирия»). Ныне «Литературный Башкортостан».
- «Агидель»
- «Ватандаш»[29]
- «Аманат» — детско-юношеский журнал на башкирском языке.
- «Башкортостан кызы» — ежемесячный литературно-художественный журнал для женщин на башкирском языке[30].

## Литературные газеты
«ЭДЭБИ УДАР» («Әҙәби удар» — «Литературный удар»), газета. Орган БАПП, с мая 1932 — Орган комитета Союза писателей БАССР. Выходила в Уфе с апреля 1931 года по январь 1933 года 1 раз в 10 дней на башкирском языке.

## Фольклористика
Материалы о башкирском фольклоре есть в дневниковых записях и заметках восточных и западных миссионеров и путешественников раннего средневековья (Ибн-Фадлан, Плано Карпини, Гильом де Рубрук и др.). Башкирские народные предания и легенды использовали для описания края русские путешественники и исследователи (И. K. Кирилов, П. И. Рычков, И. И. Лепехин, П. С. Паллас, И. Г. Георги, В. Н. Татищев). Во время путешествия в Оренбургскую губернию в 1833 году А. С. Пушкин записал от сэсэнов-сказителей вариант эпоса «Кузыйкурпяс и Маянхылу», а сопровождавший его в поездке писатель, языковед-лексикограф Даль собрал сведения по истории, быту и устной поэзии башкир и опубликовал сюжет башкирского эпоса «Заятуляк и Хыухылу» в переложении на прозу под названием «Башкирская русалка».
В конце XIX века сбором и систематизацией башкирского фольклора занимались представители башкирской интеллигенции — П. Назаров, Б. Юлуев, М. Баишев, М. Куватов, М. Уметбаев, Г. Еникеев.
В 1922 году в Башкирской АССР было создано Общество по изучению быта, культуры и истории Башкирии, ставшее центром исследований в области башкирского фольклора. В нём сотрудничали С. Мрясов («Образцы художественной литературы периода башкирских 6иев и ханов»), Х. Габитов («Свадебные обряды у башкир»), Г. Вильданов («Башкирские батыры», «Причитания у башкир»), М. Бурангулов, С. Галимов и другие.
В 30-х годах при Союзе писателей БАССР и НИИ языка и литературы создаются фольклорные секции. Общество развернуло большую работу по сбору произведений устного творчества и формированию фольклорных фондов. Сбором фольклора занимались башкирские писатели — А. Карнай, Б. Бикбай и др. Благодаря собирателям фольклора стали известны имена талантливых башкирских сказителей, сказочников, певцов, кураистов, сэсэнов-импровизаторов. Были опубликованы эпические сказания «Акбузат», «Юлай и Салават», «Идукай и Мурадым» в записях Бурангулова, сборники башкирских пословиц (1936), башкирских народных сказок (1939).
В 1932 году в Уфе был открыт Научно-исследовательский институт национальной культуры (с 1938 г. — Научно-исследовательский институт языка и литературы им. М. Гафури). Сотрудники института ездили в научные экспедиции по районам республики и соседних регионов.
В 50-е годы трудами ИИЯЛ изданы трехтомное собрание «Башкирское народное творчество» («Башҡорт халыҡ ижады», 1954—59), сборники «Башкирские народные пословицы» («Башҡорт халыҡ мәҡәлдәре»).
В 1951 году в Уфе заработал Башкирский филиал АН СССР, с 1957 года — Башкирский государственный университет (ныне Уфимский университет науки и технологий).
Начался новый этап развития национальной фольклористики, характеризующийся расширением сбора, публикаций народных произведений и появлением серьёзных научных исследований.
С 1960-х годов фольклористы Башкирской АССР приступили к подготовке многотомного сборника «Башкирское народное творчество» («Башҡорт халыҡ ижады») на башкирском языке. Работа по нему закончилась в 1985 году выпуском 18 томов.
Башкирская фольклористика начала XXI века обогатилась книгами Ф. А. Надршиной - эпосом «Урал-батыр», преданиями и легендами, песнями и пословицами.
С 2004 года в РБ организуются фольклорные экспедиции в северные районы республики, где они почти никогда не проводились. Фольклористы работали в Татышлинском (2004), Янаульском (2005), Бураевском (2006), Аскинском (2007) районах, а также за прелеми республики - в Свердловской (2004, 2005), Оренбургской (2004), Саратовской и др.  областях. Результатами экспедиций были сборники: «Экспедиционные материалы — 2003: Зилаирский район» и «Экспедиционные материалы — 2004: Альшеевский район» и др.
Продолжается издание свода «Башкирское народное творчество». С начала XXI века изданы тома:  «Исторический эпос», «Эпос: киссы и дастаны», «Письменные киссы и дастаны», «Эпос: иртэки и эпические кубаиры», «Пословицы и поговорки», «Загадки», «Сказки о животных», «Игровой фольклор и народный спорт», «Исторические баиты», «Собственно-волшебные сказки».
По программе Президиума РАН «Памятники отечественной науки. XX век» была подготовлена к переизданию классика башкирской фольклористики - книги С. Г. Рыбакова «Музыка и песни уральских мусульман с очерком их быта» (1897) и «Башкирские народные сказки, запись и перевод А. Г. Бессонова, под редакцией проф. Н. К. Дмитриева» (Уфа, 1941).

## Литературоведение
В Башкортостане развиваются также литературоведение и литературная критика.
Башкирское литературоведение возникло  во 2-й половине 19 века. До этого печатались отдельные статьи по литературе в обзорах Т. Ялсыгула аль-Башкорди, Г. Усмана.  Первые сведения по фольклору, языку и башкирской литературе давали М. Биксурин, С. Кукляшев, М. Иванов («Татарская грамматика», 1842).
М. Уметбаев в 1897 году в книге "Ядкар" (1897) провёл систематический анализ башкирской литературы.  В серии книг "Асар" (1900-1904) Р. Фахретдинов обобщил материалы о жизни и тврчестве башкирских писателей. С начала XX века писатели Фахретдинов, М. Гафури, А.-З. Валидов публиковали сведения о башкирской литературе, представляли литературные портреты писателей, рецензии на книги.
После Великой Октябрьской социалистической революции  литературоведческой деятельностью занимались чаще сами писатели. Основными жанрами литературной критики были обзоры и рецензии. В статьях  А. Чаныша, Ж. Лукмана, Ш. Шагара, Г. Амантая поднимались вопросы  теории литературы, жанров и стилей.  Появились первые книги о жизни и творчестве писателей Гафури, А. Тагирова, Ишемгула.
В 1944 году была издана книга А. Харисова "Теория литературы".  В начале 50-х годов опубликованы литературоведческие статьи Харисова, З. Шарки, Кирея Мэргэна, Г. Рамазанова, Х. Зиннатуллиной, А. Кудашева о проблемам развития литературы в военные и послевоенные годы. Были изданы монографии Г. Хусаинова о жизни и творчестве С. Кудаша, Юлтыя, Р. Нигмати, М. Карима, книги М. Гайнуллина о башкирской драматургии С. Мифтахова, С. Сафуанова о жизни и творчестве А. Карная, Н. Зарипова о И. Насыри и др.
В 50 - годы в БАССР национальное литературное наследие башкирского народа рассматривалось в рамках метода социалистического реализма. В 1965 году издана книга Рамазанова "Творчество Мажита Гафури". Вкладом в литературоведческую науку была издание Харисова "Литературное наследие башкирского народа: XVIII-XIX вв." (1965). В БАССР стали регулярно выходить сборники критических статей.  Башкирские литературоведы стали больше заниматься вопросами теории и методологии литературы. Это книги К. Ахмедьянова "Поэтическая образность", А. Вахитова "Башкирский советский роман" (1978), Р. Баимова "Судьба жанра" (1984).
М. Х. Гайнуллин, Г. Б. Хусаинов, Р. Бикбаев создали труды о жанрах башкирской поэзии, драматургии, путях развития башкирской литературы. В монографии Р. Бикбаева "Поэтическая летопись времени" проанализированы важные явления современной башкирской поэзии. Баимов, Т. Кильмухаметов, А. Хакимов, Р. Шакур, З. Нургалин, Р. Амиров внесли вклад в исследование жанров и основных проблем башкирской литературы.
C 70-80-х годы в башкирском литературоведении работают Г. Кунафин, М. Идельбаев, А. Вильданов, И. Буляков, З. Шарипова. Были подготовлены труды по истории башкирской литературы: "Из истории башкирской литературы", (1975); "Литературное наследие народов Урало-Поволжья и современность" (1980); "Система жанров в башкирской литературе" ; "Поэма "Кысса-и Йусуф" Кул Гали: Поэтика. Проблематика. Язык произведения" (1988). Началось развитие археографических и текстологических направлений исследований.  Была издана "История башкирской литературы" в 6-ти томах, в которой исследуется возникновение, становление и развитие башкирской литературы, эволюция её жанров по периодам, жизнь и творчество башкирских писателей.
Современное башкирское литературоведение состоит из трёх основных направлений: теория литературы, история литературы, литературная критика. В области башкирского литературоведения работают ученые А. И. Харисов, К. А. Ахмедьянов (Теория литературы), М. Ф. Гайнуллин, С. А. Галин, Н. Т. Зарипов, Х. Ш. Зиннатуллина, А. Г. Кудашев, К. Мэргэн, Г. З. Рамазанов, С. Г. Сафуанов, А. Х. Хакимов, Г. Б. Хусаинов, М. Х. Мингажетдинов и др.
Большой вклад в литературоведение внес Тимергали Кильмухаметов (монографии «Драматургия Мустая Карима», «Драматургия и драматурги», «Сила народности», «Мухаметсалим Уметбаев: жизнь и творчество», «Поэтика башкирской драматургии». Статьи о жизни и творчестве С. Агиша, Б. Бикбая, Х. Давлетшиной, З. Биишевой).
Поиски новых характеристик литературного процесса в «турбулентности бытия» приводит часть литературоведов РБ к выводам о неадекватности прошлого будущему, деидеологизированности лириков. Наблюдения за творчеством башкирских писателей начала XXI в. позволяют им определить «аттракторы самоорганизации башкирской литературы» и визуально представить аттракторы в виде неких «каналов» (конусов или воронок), которые свертывают, втягивают в себя множество «траекторий». Процессы самоорганизации литературы они видят в открытых нелинейных структурах.
Литературоведческие работы в РБ проводятся в Институте истории языка и литературы УНЦ РАН; Башкирском государственном университете (ныне Уфимский университет науки и технологий), Педагогическом университете и других вузах. Статьи по литературоведению публикуются в журналах «Агидель», «Бельские просторы», «Ватандаш», «Ядкяр» («Наследие») и др.

## Псевдонимы
Псевдонимами чаще всего пользовались башкирские литераторы. Согласно восточным традициям псевдоним писателя подчёркивал его талант и  достоинства Дакики (утончённый), Навои (мелодичный) и др.  Псевдоним мог означать место рождения автора, прозвище и до.  В башкирской литературе псевдонимы носили писатели: Таджетдин Ялсыгул аль‑Башкорди, Манди Кутуш‑Кыпсаки, Абульманих Каргалы, Шамсетдин Заки, Гали Сокрой, мулла Мифтахетдин бин Камалетдин бин Ишмухамет аль‑Башкорди и др.
Технология образования псевдонимов часто была следующей:
- В псевдониме отсекалась часть фамилии - Амир Чаныш (Амир Идрисович Чанышев), Сагит Агиш (Саги́т Ишмухаметович Аги́шев), Кадыр Даян (Кадыр Хакимович Даянов), Асхаль Ахмет‑Хужа (Асхаль Абуталипович Ахметкужин) и др;
- Отсекалась часть имени и/или фамилии - Мустай Карим (Мустафа́ Са́фич Кари́мов), Гайнан Хайри (Хайретдинов Гайнан Бадретдинович);
- Проводилось изменение имени - Нажиб Асанбаев (Николай Васильевич Асанбаев) или имени и фамилии - Булат Ишемгул (Габдрахман Закирович Габдрахманов);
- Женщины‑писатели часто использовали девичью фамилию в качестве псевдонима (Нажиба Аминева, Альфинур Вахитова, Тамара Искандерия, Тансылу Карамыш).

## Литературные премии
- Премия имени Салавата Юлаева — высшая награда Башкортостана в области искусства (500 тыс. р.).
- Государственная республиканская молодёжная премия в области литературы и искусства имени Шайхзады Бабича
- Премия имени Г. Саляма
- Литературная премия имени Рамзили Хисаметдиновой Миндигалиевны[37]
- Всероссийская литературная премия имени С. Т. Аксакова — учреждена в 1999 году Президентом Республики Башкортостан, Международным фондом славянской письменности и культуры, Союзом писателей России и Союзом писателей Республики Башкортостан.
- Государственная премия РБ в области литературы и искусства им. Х. Давлетшиной за  произведения для детей и юношества. Учреждена в 2005 году[38].
- Премия им. М. Акмуллы за произведения литературы и искусства — учреждена Решением Миякинского районного Совета народных депутатов в 1980 году.
- Премия имени Ангама Атнабаева;
- Премия имени Ахтарова Рашита Мингажевича (Рашит Ахтари)
- Премия имени К. Ахмедьянова
- Республиканская молодёжная премия в области литературы и искусства имени Шайхзады Бабича (50 тыс. р)[39].
- Премия имени Григория Белорецкого (Ларионова)
- Ежегодная литературная премия имени Мухаметши Бурангулова.
- Премия имени Вазиха Исхакова;
- Премия имени Гали Ибрагимова;
- Премия имени Гали Сокороя;
- Премия имени Гаяна Лукманова;
- Премия имени Гилемдара Рамазанова;
- Премия имени Диниса Булякова;
- Премия имени Зайнаб Биишевой;
- Премия имени Галимджана Ибрагимова[40]
- Премия имени Вазиха Исхакова[41]
- Премия им. Рамиля Кул-Давлета учрежденная газетой «Йәшлек»
- Премия имени И. Мурзакаева-Балапанова[42]
- Премия имени Мухаметсалима Уметбаева;
- Литературная премия имени Назара Наджми — учреждена в 1998 году администрацией города Дюртюли и Дюртюлинского района. Присуждается деятелям литературы, сценического искусства, архитектуры и краеведения за особый вклад в развитие культуры района
- Премия имени Рамазана Уметбаева;
- Премия имени Булата Рафикова;
- Премия имени Гилемдара Рамазанова
- Премия имени Рами Гарипова;
- Премия имени Степана Злобина;
- Персональная литературная премия имени Р. К. Усмановой[43]
- Премия имени Фатиха Карима (Бижбулякский район);
- Премия имени Фатиха Карима (г. Белебей);
- Премия имени Хакима Гиляжева.
- Литературная премия имени Сергея Чекмарева
- Премия имени Музагита Хайрутдинова[44]
- Литературная премия имени Яныбая Хамматова
- Премия имени Яныша Ялкайна;
- Поэтическая премия «Радуга над Агиделью».
- Республиканская премия имени Булата Султангареева[45]
- Республиканской премии имени Шагита Худайбердина
- Республиканской премии имени Булата Рафикова

## Учебные заведения

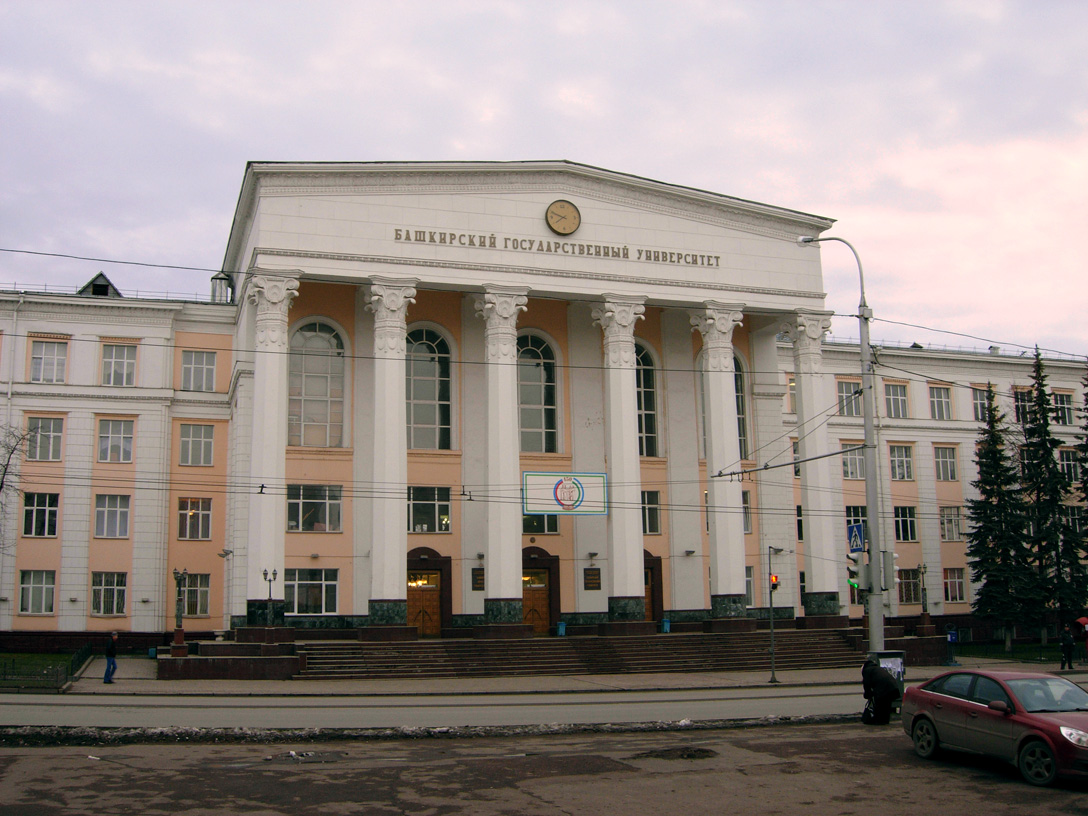
Башкирский государственный университет

Мастеров слова РБ готовят в высших учебных заведениях республики:
Башкирский государственный педагогический университет имени М. Акмуллы.
Уфимский университет науки и технологий. Филологический факультет.
Стерлитамакский филиал Уфимского университета науки и технологий. Филологический факультет.

## Литературные объединения
Литературные организации 20-х годов XX века: «Тулкын», «Башкирская Ассоциация пролетарских писателей» (БАПП).
Союз писателей Республики Башкортостан. (осн. 1934г). В союз входит 234 писателя РБ.
Председатель правления Союза писателей Башкортостана, Риф Галимович Туйгунов (р.1946), поэт, заслуженный работник культуры РБ и РФ, лауреат премий имени Сергея Чекмарева и Фатиха Карима. Первым председателем правления был Афзал Тагиров. Жертвами Сталинских репрессий в 1937 году стали писатели Даут Юлтый, Афзал Тагиров, Тухват Янаби, Габдулла Амантай, Булат Ишемгул, Губай Давлетшин.
В союз писателей входят: Стерлитамакская писательская организация, Учалинская писательская организация, Сибайская писательская организация, Янаульская писательская организация, Кумертауская писательская организация.
Литературное объединение «Мелеузовские зори».
Литературное объединение УФЛИ (Уфимская литература).

## Литературные музеи

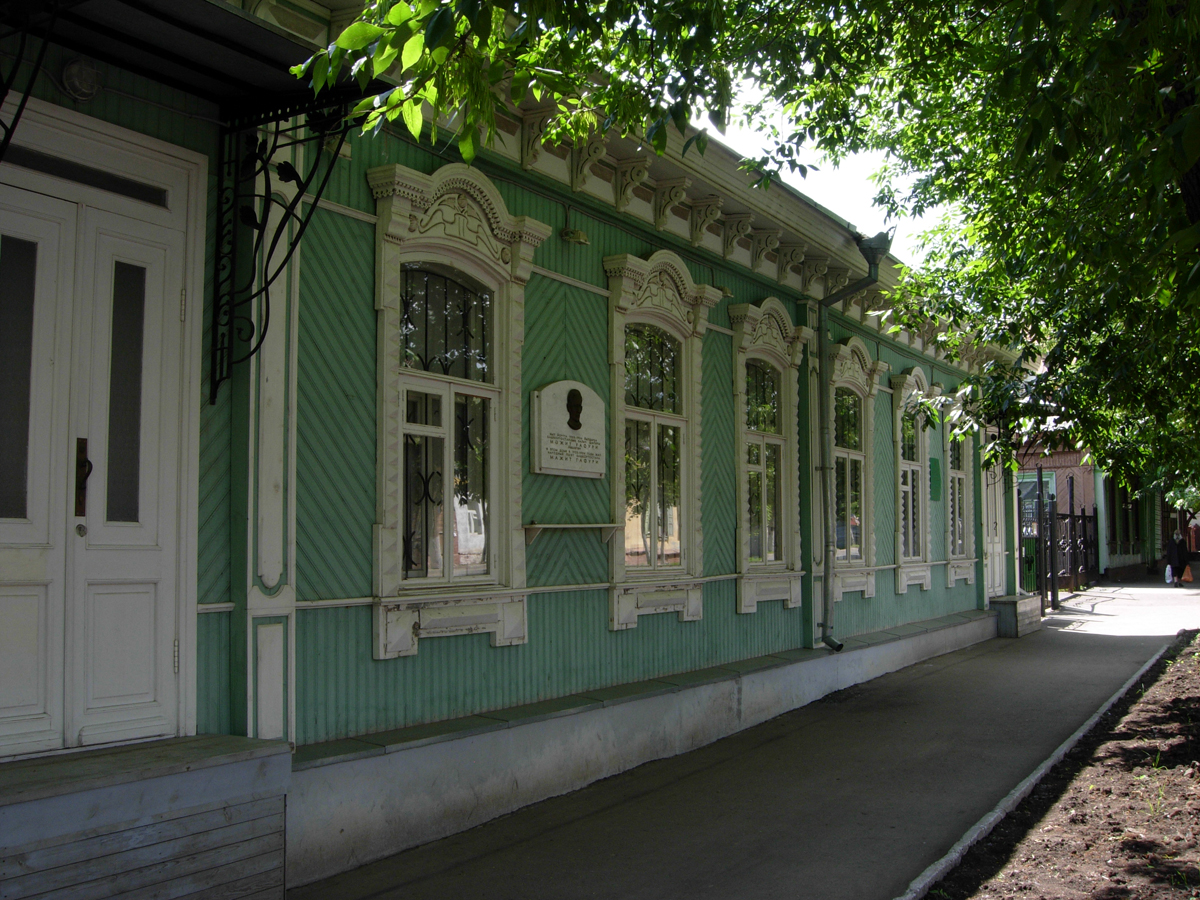
Музей М. Гафури в Уфе

- Мемориальный дом-музей Мажита Гафури
- Мемориальный дом-музей С. Т. Аксакова
- Музей Филиппа Вуколова-Эрлика — чувашского писателя, фолькориста, композитора и театрального деятеля в деревне Малый Менеуз Бижбулякского района РБ.
- Дом-музей Хакимова Ахияра Хасановича — известного башкирского поэта, писателя. Музей в находится в г. Давлеканово РБ.
- Национальный литературный музей РБ с 5 филиалами: музей М. Акмуллы, музей М. Гафури, музей Ш. Бабича, музей А. Мубарякова, музей М. Уметбаева.
- Музей башкирского писателя Джалиля Киекбаева в дер. Каран-Елга Гафурийского района РБ.
- Дом-музей Зайнаб Биишевой в деревне Туембетово Кугарчинского района РБ.
- Музей трех писателей — Рамазана Уметбаева, Кима Ахмедьянова, Рамиля Кулдавлетова — в дер. Альмухаметово Абзелиловского района РБ.
- Музей Булякова Диниса — в дер. Смаково РБ.
- Музей М. Цветаевой — в с. Усень-Ивановское Белебеевского р‑на РБ.[48]

## Интересные факты

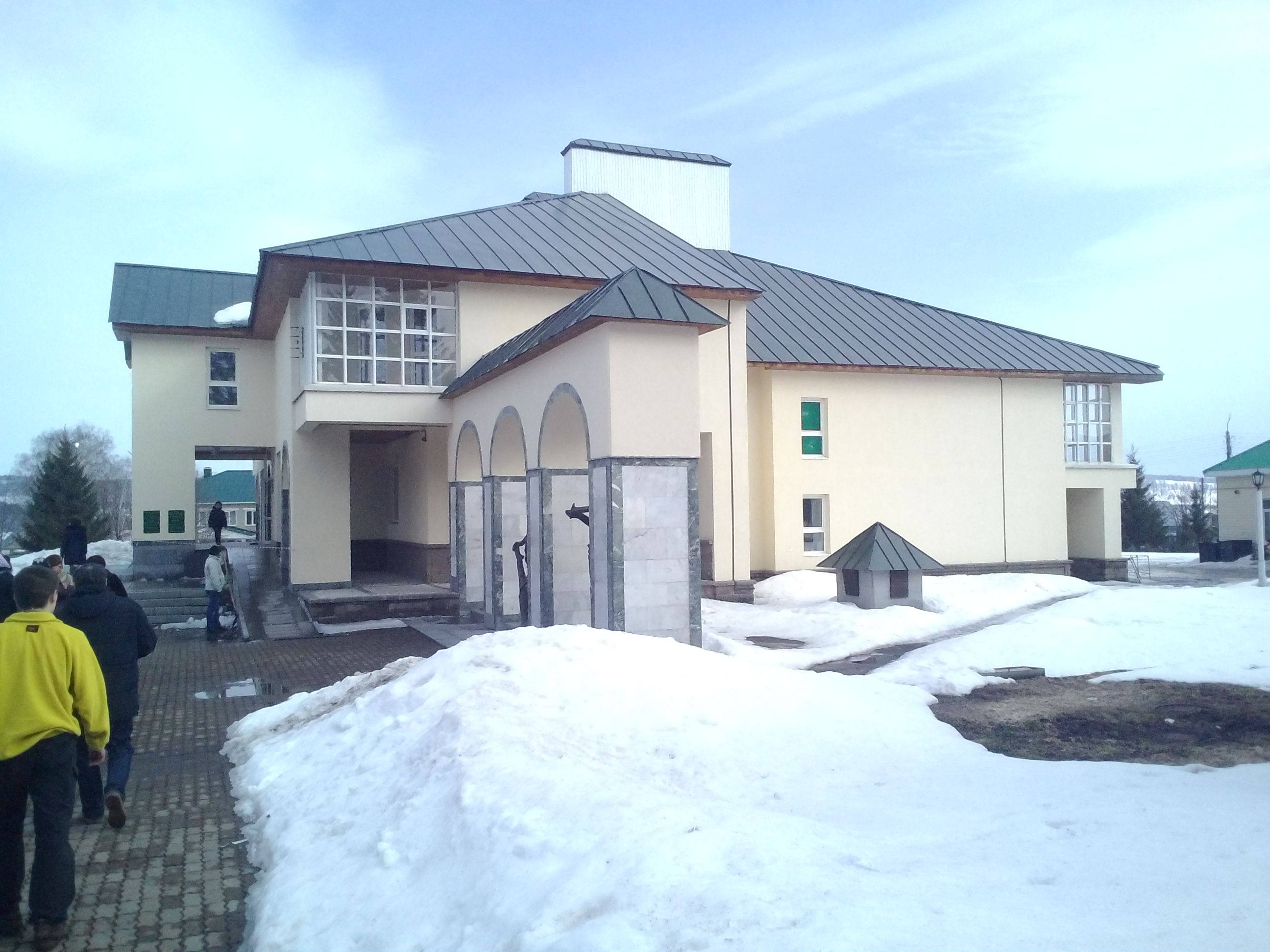
Музей Салавата Юлаева. Салаватский р-н, с. Малояз

Первоначально (с 1905 года) произведения башкирских авторов в периодических изданиях выходили на тюркском литературном языке.. В 1910-х годах произошёл переход на современный татарский литературный язык. В начале 20-х годов — переход на смешанный татаро-башкирский язык. С 1924 года произведения в периодике печатаются современном башкирском литературном языке.
В Башкортостане чтут память великих поэтов и писателей РБ и России. Созданы музеи: Салавату Юлаеву, М. Гафури, C. Т. Аксакову. Установлены памятники Салавату Юлаеву, М. Акмулле, М. Гафури, З. Биишевой, А. Пушкину, В. Маяковскому и др. Именами писателей названы города и улицы городов РБ. Издана энциклопедия Салават Юлаев.
В Башкортостане работают переводчики художественной, духовной литературы с Башкирского языка на другие языки и наоборот: Айдар Хусаинов, Зухра Буракаева, Гульсира Гиззатуллина. Большая группа переводчиков занимается переводом Библии на башкирский язык с иврита. В журнале «Агидель» печатаются переводы зарубежной литературы на башкирский язык.
В целом труд переводчиков в республике мало востребован. Отсутствуют заказчики на переводную литературу и спрос на неё, так как на башкирском языке нет современных бестселлеров.
В республике издаются корпоративные издания по истории предприятий, городов, учебных заведений. В 2013 году издана капитальная Энциклопедия ОАО «Газпром нефтехим Салават».
В РБ учреждены звания Народный поэт Башкортостана и Народный писатель Башкортостана.